# Monte Iffit

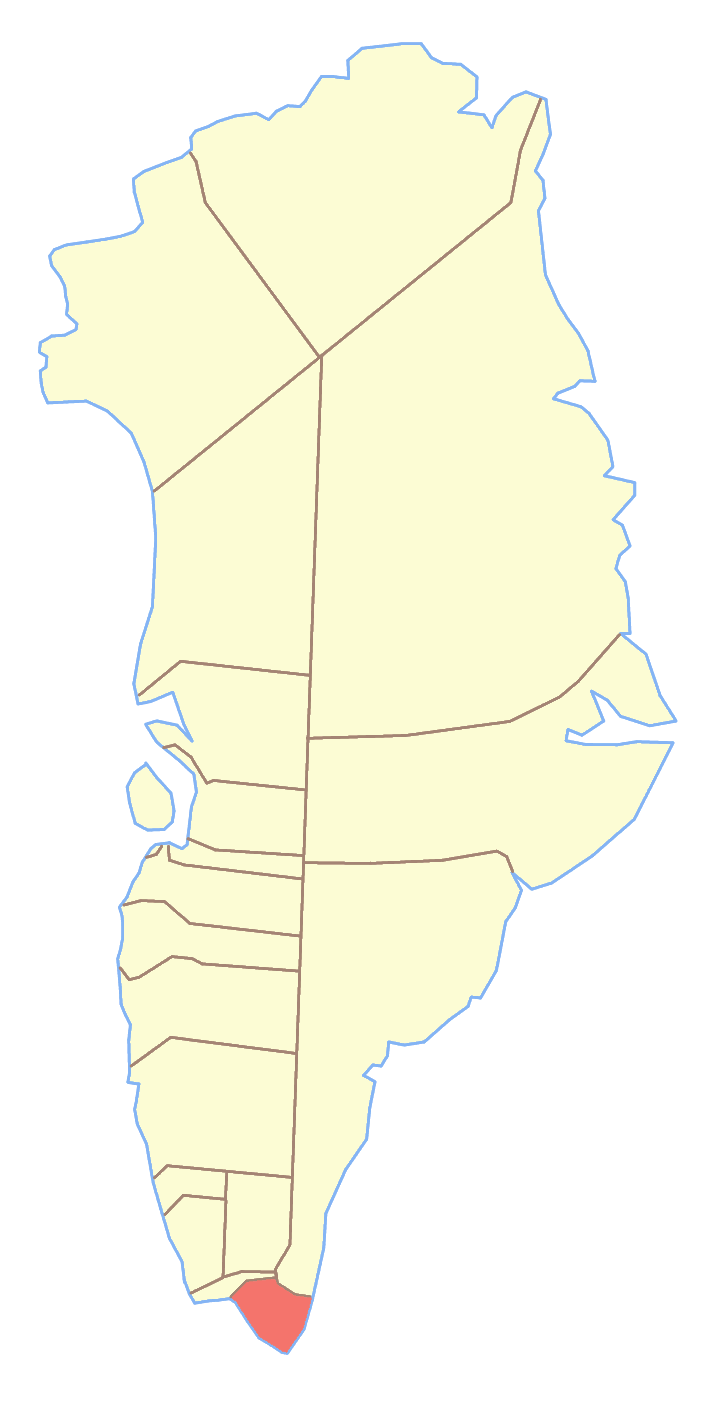
Ex comune di Nanortalik, dove si trovava il Monte Iffit

Il monte Iffit (groenlandese: Iffit Qaqqaat) è una montagna della Groenlandia di 1488 m. Si trova a 60°30'N 44°35'O; appartiene al comune di Kujalleq.